# Палата громад Англії

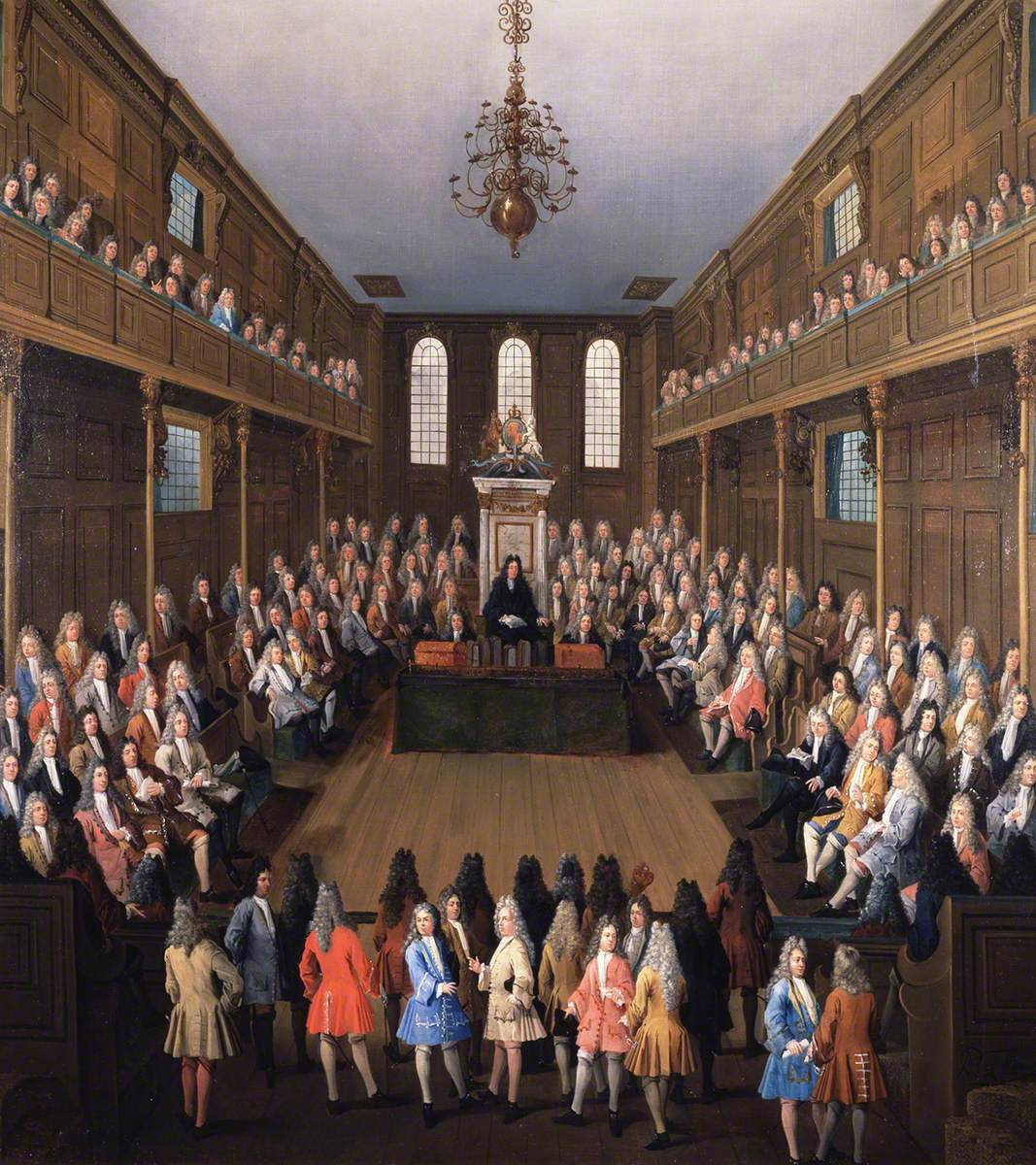
Інтер'єр палати громад під час засідання

Палата громад Англії (англ. The House of Commons of England) — нижня палата парламенту Англії від XIV століття і до об'єднання Англії й Шотландії в одну державу.
Англійська палата громад виникла 1341 року і спочатку не відігравала значної ролі на політичній арені, на відміну від верхньої палати (палата лордів), яка представляла інтереси великих феодалів. Поступово вплив нижньої палати посилився, особливо у вирішенні найважливіших фінансових питань країни. До XVII століття члени нижньої палати отримали такі привілеї: свободу від арешту під час сесії, свободу слова у стінах парламенту. Таким чином у цей період з'явилася депутатська недоторканність.
За перших Стюартів права та свободи парламенту, зокрема привілеї нижньої палати, значною мірою обмежувалися, оскільки перші королі з цієї династії прагнули зміцнити свою особисту владу, не зважаючи на стрімке зростання невдоволення цього представницького органу.
Зі становленням конституційної монархії, основи якої закладено після Англійської революції і так званої «Славної революції», роль палати громад значною мірою посилилася. Наприклад, вплив лордів на виборчу систему зменшився через прийняття 1689 року Білля про права. Цей закон, як невід'ємна частина неписаної британської конституції, скоротив кількість «гнилих містечок», завдяки чому нижня палата стала менш залежною від аристократії та монарха.
1707 року, коли парламенти Англії та Шотландії об'єднали в один, деякі члени шотландського парламенту стали депутатами нижньої палати без переобрання останньої.